# Ungdommen danser
|  | Denne artikel er oprettet af botten Steenthbot ud fra en ekstern database. Den kan derfor have sproglige fejl eller mangler. Denne skabelon kan fjernes efter kontrol af indholdet. |

Ungdommen danser er en dansk kortfilm fra 2018 instrueret af Nicolai G.H. Johansen.

## Handling
Benjamin og Pernilles allerede udfordrede parforhold sættes for alvor på prøve, da de begge møder potentielle alternativer til hinanden til den årlige Sankt hans-fest. Mens Pernille charmeres af sin gymnasieflamme, den succesrige Dan, falder Benjamins øjne på den mange år yngre rebel Lea.

## Medvirkende
- Sebastian Halfdan Haugelund, Benjamin
- Kathrine Boysen, Pernille
- Alexander Clement, Dan
- Pernille René Krogholt, Lea
- Maria Aarup-Sørensen, Freja